# Onthophagus kukunorensis
Onthophagus kukunorensis là một loài bọ cánh cứng trong họ Bọ hung (Scarabaeidae).